# Sosialistisk Folkeparti
Die Sosialistisk Folkeparti (dt.: Sozialistische Volkspartei) war eine Splittergruppe der norwegischen Arbeiderpartiet. Die Partei war insbesondere mit der Pro-NATO und Pro-EWR-Politik der Regierungspartei nicht einverstanden. Die Partei wurde 1961 gegründet und existierte bis 1975.
Vergleichbare Parteien gab es zur damaligen Zeit auch in Dänemark (Socialistisk Folkeparti), den Niederlanden (Pacifistisch Socialistische Partij) und Frankreich (Parti socialiste unifié). Diese wurden als Schwesterparteien angesehen. Die norwegische SF nahm dreimal an nationalen Wahlen teil. 1961 und 1965 eroberte sie je zwei Sitze im Storting. Die Vertreter waren Finn Gustavsen aus Oslo und Asbjørn Holm aus Nordland. Bei der dritten Wahlteilnahme 1969 erhielt die Partei keinen Sitz mehr, Arne Kielland, eine Abgeordnete aus der Arbeiderpartiet, wechselte jedoch während der Legislaturperiode zur Sosialistisk Folkeparti.
Trotz ihrer nur zwei Sitze hatte die Partei maßgeblichen Einfluss auf die spätere Politik Norwegens. Die Partei entschied sich in der sogenannten Kings-Bay-Affäre im Frühling 1963 zusammen mit der nicht-sozialistischen Opposition für einen Misstrauensantrag gegen die sozialdemokratische Regierung unter Einar Gerhardsen. Die darauf folgende bürgerliche Regierung Lyng bestand zwar nur kurz, bildete aber eine wichtige Blaupause für die Bildung der Mitte-rechts-Regierung Borten 1965.
Die Partei war später tragend bei der Gründung der Sosialistisk Valgforbund (später Sosialistisk Venstreparti) und gilt als deren direkter Vorgänger.

## Wahlergebnisse bei den Parlamentswahlen 1961–1969
| Jahr | Wähleranteil | Anzahl Sitze im Storting |
| ---- | ------------ | ------------------------ |
| 1961 | 2,4 %        | 2                        |
| 1965 | 6,0 %        | 2                        |
| 1969 | 3,4 %        | 0                        |

## Parteichefs
- 1961–1969: Knut Løfsnes
- 1969–1971: Torolv Solheim
- 1971–1973: Finn Gustavsen
- 1973–1975: Stein Ørnhøi